# Krępsko (Szydłowo)
Krępsko (deutsch Kramske) ist ein Dorf in der Landgemeinde Szydłowo (Groß Wittenberg) im Powiat Pilski (Kreis Schneidemühl) der polnischen Woiwodschaft Großpolen.

## Geographische Lage
Das Dorf liegt an der Rohra-Mündung in die Küddow (poln. Gwda), etwa zwanzig Kilometer östlich der Stadt Deutsch Krone (Wałcz), dreizehn Kilometer nördlich der Stadt Schneidemühl (Piła) und fünfzehn Kilometer südwestlich der Stadt Krojanke (Krajenka).

## Geschichte

Kramske südwestlich der Städte Flatow und Krojanke auf einer Landkarte von 1806

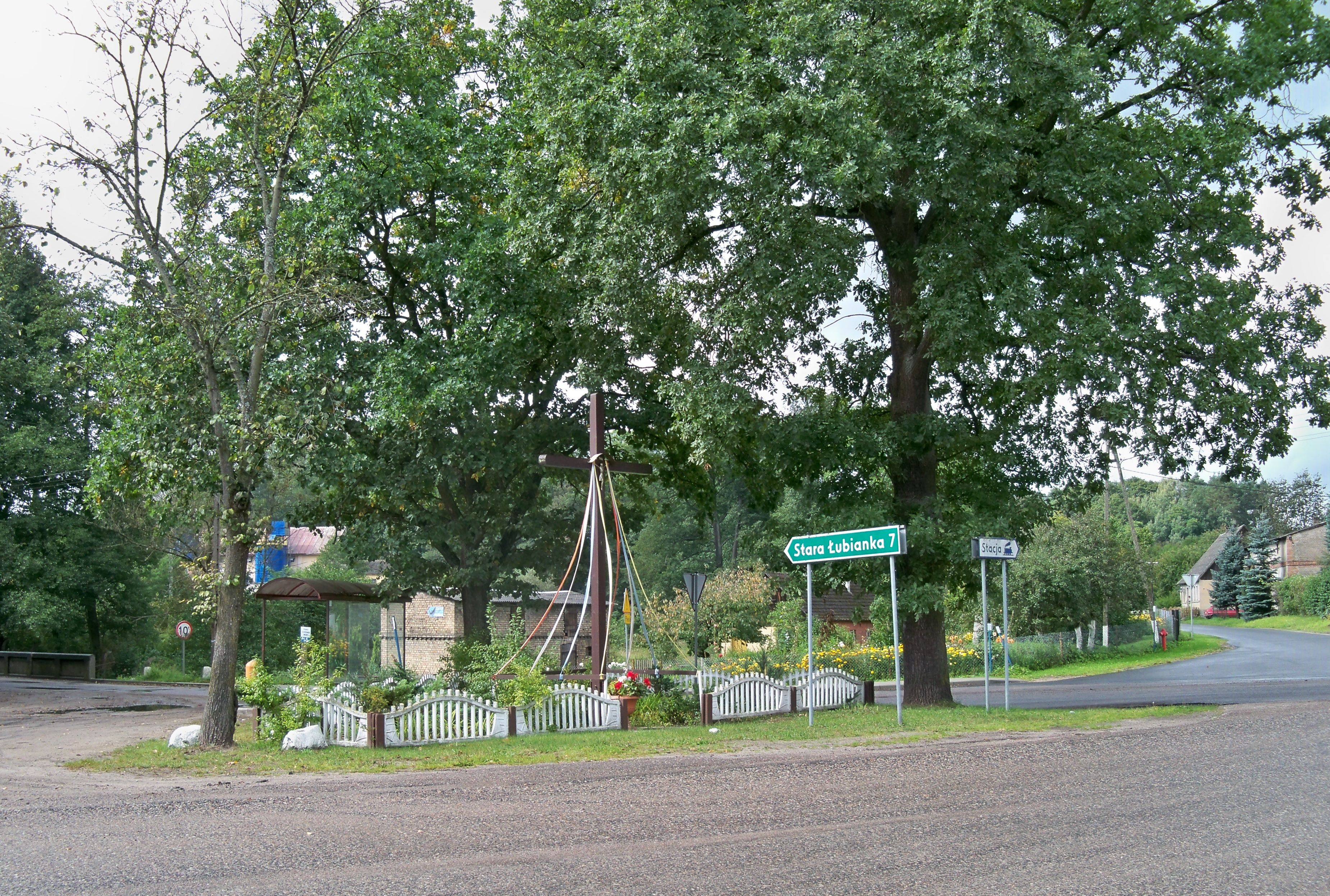
Dorfstraße

Die Grenzregion des Netzedistrikts, in der das Dorf liegt, hatte ursprünglich zum Herzogtum Pommern gehört, war vorübergehend unter polnische Herrschaft gelangt und dann an die Markgrafen von Brandenburg gekommen. Im Rahmen der Ersten Teilung Polen-Litauens kam das Dorf 1772 zusammen mit dem Landkreis Deutsch Krone zurück an Preußen.
Menschliche Aktivitäten gab es in dem Gebiet schon während der Vorzeit: im Herbst 1877 wurden bei Bauarbeiten an der Pilow-Brücke bei Kramske zwei archäologisch bedeutsame Funde gemacht, ein Steinkelt (Hammer aus Stein) und ein Geweih-Fragment, das anscheinend als menschliches Werkzeug gedient hatte.
Im Jahr 1600 stellte Peter Potulicki, Starost der Stadt Usch, dem Dionys Clawitter ein Privileg über dieses Dorf aus. Im Jahr 1617 hieß das Dorf Krampzig, im Jahr 1641 Krępa.
In den 1930er Jahren umfasste die Gemarkung der Gemeinde Kramske eine Fläche von 29,7 km², und innerhalb der Gemeindegrenzen standen 62 bewohnte Wohnhäuser.
Bis 1945 gehörte Kramske zum Landkreis Deutsch Krone im Regierungsbezirk Marienwerder der preußischen Provinz Westpreußen. Zwischen 1919 und 1939 war es in die Provinz Grenzmark Posen-Westpreußen eingegliedert und kam 1939 zum Regierungsbezirk Grenzmark Posen-Westpreußen der Provinz Pommern des Deutschen Reichs.
Kramske war Sitz des Amtsbezirks Kramske.
Gegen Ende des Zweiten Weltkriegs besetzte im Frühjahr 1945 die Rote Armee die Region. Kurz danach wurde Kramske seitens der sowjetischen Besatzungsmacht der Volksrepublik Polen zur Verwaltung überlassen. Danach wanderten Polen zu. Kramske wurde unter dem Namen Krępsko verwaltet. Die einheimische Bevölkerung wurde in der darauf folgenden Zeit von der polnischen Administration aus Kramske vertrieben.

### Demographie
| Jahr | Einwohner | Anmerkungen |
| ---- | --------- | --- |
| 1783 | –         | königliches Dorf mit einer Unterförsterei und einer Mahl-, Schneide- und Walk-Wassermühle, 29 Feuerstellen (Haushaltungen), im Netzedistrikt, Kreis Krone |
| 1818 | 217       | königliches Dorf, Amt Lebehnke |
| 1852 | 382       | [ 6 ] |
| 1864 | 465       | davon 420 Evangelische und 45 Katholiken |
| 1910 | 457       | am 1. Dezember, darunter 389 Evangelische, 60 Katholiken und drei Juden                                                                                   |
| 1925 | 454       | darunter 391 Evangelische und 63 Katholiken, keine Juden                                                                                                  |
| 1933 | 433       | [ 10 ] |
| 1939 | 448       | [ 10 ] |

## Kirche
Die Protestanten der bis 1945 anwesenden Dorfbevölkerung gehörten zum evangelischen Kirchspiel Lebehnke. 1846 wurde eine Filialkirche in Ziegelfachwerk-Bauweise errichtet.